# Klaus Gysi
Klaus Gysi, né le 3 mars 1912 à Berlin-Neukölln et mort le 6 mars 1999 à Berlin, est un homme politique et diplomate de République démocratique allemande (RDA), membre du Parti socialiste unifié d'Allemagne (SED). Il est, de 1966 à 1973, ministre de la Culture au sein du gouvernement de la RDA.

## Biographie
Klaus Gysi est le fils d'un médecin et d'une comptable. Après l'obtention de l'Abitur, il suit des études d'économie à Francfort-sur-le-Main, Paris et Innsbruck.
Il adhère à l'âge de 16 ans à la Jeunesse communiste et, en 1931, au Parti communiste d'Allemagne (KPD). À Paris, il fait partie de la diection des étudiants communistes.
Il est interné dans un camp en France en 1939-1940, parvient à passer dans la clandestinité à l'arrivée des troupes allemandes, puis travaille pour le KPD à Berlin de 1940 à 1945.
En 1946, il adhère au Parti socialiste unifié d'Allemagne (SED). De 1945 à 1948, il est rédacteur en chef de la revue de politique culturelle Aufbau et, de 1949 à 1951, secrétaire du Kulturbund der DDR. De 1949 à 1954, il est député à la Volkskammer. Il fait partie du présidium du Kulturbund de 1957 à 1977.
Il devient ministre de la Culture de 1966 à 1973. Il est ensuite nommé ambassadeur en Italie et à Malte, de 1973 à 1978. De novembre 1979 jusqu'à sa retraite en 1988, il est secrétaire d'État aux Affaires religieuses.
Klaus Gysi meurt en 1999 et est inhumé au cimetière boisé de Berlin-Dahlem.

## Décorations
Klaus Gysi est récipiendaire de l'ordre de Karl-Marx en 1977, du fermoir d'honneur de l'ordre du Mérite patriotique en 1982, de la Grande Étoile de l'amitié des peuples en 1987. Il est fait docteur honoris causa de l'université Friedrich-Schiller d'Iéna en 1987.